# Josef Heiden
Josef Heiden (* 25. April 1907 in Viehofen bei St. Pölten; † 7. März 1949 in Innsbruck) war zur Zeit des Nationalsozialismus ein Funktionshäftling im KZ Dachau.
Heiden stammte aus dem österreichischen St. Pölten und war seit Mai 1938 in Dachau als politischer Häftling inhaftiert, weil er ursprünglich ein überzeugter Schuschnigg-Anhänger war. Im Dezember 1941 wurde er aufgrund seiner „Verdienste“ aus dem KZ Dachau entlassen und trat selbst in die Waffen-SS ein.

## Zeit in Dachau
Heiden war Revierkapo im Krankenrevier. Die SS-Ärzte, Anhänger der SS-Rassentheorie, führten beispielsweise medizinische Versuchsreihen durch. Verbrechen wie das Töten von Häftlingen durch Injektionen überließen sie größtenteils Funktionshäftlingen von der Art Heidens oder den Unteroffizieren des SGD (Unteroffiziere des Sanitätsdienstes der SS). Die einzelnen Abteilungen des Krankenreviers wurden von Oberpflegern geleitet. Heiden hatte die Befugnis, diese Oberpfleger zu ernennen. SS-Ärzte behandelten nur einzelne Fälle, die ihnen interessant erschienen. Die restlichen Arbeiten wurden von Häftlingspflegern verrichtet, die meist noch nie mit Kranken zu tun gehabt hatten.
Heiden herrschte über das Krankenrevier. Er forderte von Mithäftlingen mehr Ehrenbezeigungen, als SS-Ärzte erwarteten. Wenn er den Raum betrat, musste der Pfleger „Achtung“ rufen und Meldung machen. Die Kranken hatten in sehr ordentlich gemachten Betten in „Habachtstellung“ zu liegen, andernfalls schlug er ihnen mit der Faust ins Gesicht oder verschrieb „Nulldiät“. Heiden versuchte wie die SS-Ärzte chirurgische Eingriffe zu erlernen; beispielsweise führte er an gesunden Häftlingen einige Male Blinddarmoperationen durch. In der Ambulanz des Krankenreviers operierte er Häftlingen einen verwundeten Finger, der auch ohne Amputation hätte heilen können. Dies geschah mehrmals, in Gegenwart der Pfleger und anderer Patienten.
Heinrich Stöhr beschrieb nach Kriegsende als Zeuge im Prozess Dachau folgenden Ablauf: Häftlinge aus dem Lazarett, als Simulanten betitelt, verprügelte Heiden zuerst sehr stark und trat sie mit Füßen. Anschließend brachte er sie in das provisorische Duschbad zwischen Block 1 und Block B. Hier wurde die Person in einer Wolldecke 3–4 Stunden unter die kalte Dusche gelegt und erlitt Fieber und Schüttelfrost bis zum Tod. Leichenträger trugen die Personen später hinaus. Der SS-Sanitätsdienstgrad Anton Endres assistierte Heiden oft im Bad.
Am selben Ort ermordete Heiden Patienten, die er als Schwerstkranke ausgesucht hatte,  durch Phenolinjektionen. Ebenso tötete er gesunde Häftlinge auf Befehl der Gestapo oder der Lagerleitung. Als Henker führte Heiden Exekutionen am Galgen durch; ein SS-Arzt bestätigte dann den Tod. Der nachfolgende Revierkapo Zimmermann bezeugte nach Kriegsende vor Gericht, dass Heidens Funktion als Henker ein offenes Geheimnis im Krankenrevier war.
Im Krankenrevier wurde eine Vorauswahl bei den Patienten getroffen. Eine weitere Aussonderung arbeitsunfähiger Häftlinge aus den Arbeitsblöcken wurde am Appellplatz durchgeführt, indem diese Häftlinge nackt an einer Gruppe von Lagerärzten vorbeigingen. Heiden selektierte mit einer Handbewegung Häftlinge aus: die mit sichtbaren körperlichen Gebrechen, abgemagerte oder grauhaarige Häftlinge sowie diejenigen, die einen Verband trugen oder denen das Laufen schwerfiel. Schreiber notierten die jeweiligen Häftlingsnummern. Die Ausgesonderten wurden später zur Selektion den „Gutachtern“ vorgeführt und zum Teil nach Mauthausen transportiert.
Der damalige Häftling Stanislav Zámečník beschrieb, wie er im Februar 1941 bei der Aufnahmeprozedur im Lager das erste Mal auf Heiden traf:
„Das Verhalten eines Funktionärs aus den Reihen der Häftlinge deprimierte uns viel mehr als die Brutalität der SS. […] Der Pförtner holte einen Mann von einer wahren Herkulesgestalt in einem weißen Kittel herbei. Dieser stellte eine Frage, wurde dann rot vor Wut und schlug den von seinen Mithäftlingen Herbeigeschleppten mit aller Kraft ins Gesicht. Als dieser zu Boden fiel, begann der Mann im weißen Kittel völlig außer sich auf den am Boden liegenden Körper einzutreten und etwas von Simulanten zu schreien. Es war grässlich, mit ansehen zu müssen, wie ein Sterbender zu Tode geschlagen wurde. Mit Entsetzen bemerkte ich, dass der mordende Sadist kein SS-Mann war, denn seine Beine, mit denen er die Tritte austeilte, steckten in gestreiften Häftlingshosen. Dies war meine erste Begegnung mit dem Revierkapo Josef Heiden, dem Herrn über Leben und Tod der Kranken in Dachau, einem abartigen Menschen, der hier, unter dem Patronat der SS, seine perversen Triebe öffentlich befriedigen konnte.“